# قصر المشقر
يعتبر قصر المشقر من أشهر أبنية العصر الجاهلي وكان يسمى قديما باسم حصن هجر حيث دارت عند أسواره معركة الصفقة الشهيرة بين العرب والفرس وسمٓي اليوم الذي انتصر فيه العرب بيوم المشقر وهو من أشهر أيام العرب في الجاهلية. بُني عام 20 للميلاد وهذا يعني أنه عندما وضع بطليموس خريطته للعالم كان قد أتى على بناء المشقر 130 عام  وعلى مقربة منه حصن آخر وهو حصن الصفا الذي قُتل فيه الشاعر المعروف طرفة بن العبد ويجري بين الحصنين نهر عرف باسم نهر المحلِّم الذي ذكره امرؤ القيس في قصائده، وتغنى بجمال البيئة الزراعية من حوله، وشبهه الرحالة الزهري بنهر بلخ الذي يعرف بنهر جيحون.

## موقع المشقر
يقع حصن المشقر حاليًا في المنطقة الشرقية من المملكة العربية السعودية المعروفة باسم الأحساء حديثًا وهجر قديمًا، وتحديدًا شرقي مدينة الهفوف في قرية تعرف باسم قرية القارة. بني الحصن فوق تل المشقر المعروف عند أهل المنطقة باسم راس القارة تنبع فيه عين هجر المعروفة الآن باسم عين الخسيف، لا توجد آثار ظاهرة للحصن حيث اندرس بناوه على مر الزمن وتوجد شواهد ودلالات على وجوده بنى عليها الباحث عبد الخالق الجنبي نظريته في تحديد مكان المشقر والتي تعد اكتشافا تاريخيًا غير مسبوق دون ذلك في كتابه هجر وقصباتها الثلاث

## بناء المشقر
سمي المشقر بهذا الاسم لشقرته ولأنه طلي بصبغ أحمر من مشاقر الرمال وهو نوع من الرمل الأحمر عرف بصلابته وقوته، والسؤال: من بنى قصر الأشقر؟ اختلف المؤرخون في الإجابة عنه، فهناك أربع روايات لمن بنى المشقر:
1- بنو عبد القيس وهم على قدمهم في المنطقة إلا أن أشعارهم تدل على أنهم وفدوا إلى المنطقة بعد بناء المشقر
2- الفرس وهذا احتمال ضعيف لأن الفرس وفدوا بعد بني عبد القيس وكان المشقر معروف لكنهم اتخذوه مكانًا لحكمهم
3- قبيلة كندة النجدية.
4- قبيلة طسم العربية وهو أرجح الآراء لتواتر الشواهد التاريخية ومن ذلك سجل ابن سلام بأن قبيلة طسم سكنت قبل بني عبد القيس وكندة والفرس وهي التي أقامت هذا البناء وكانت تبني القصور الشامخة 

## المشقر في المصادر التاريخية
ذكر قصر المشقر في كثير من المصادر التاريخية والأدبية والمعجمات اللغوية في القديم والحديث مثل:
- مسند الإمام أحمد: إن المشقر أعز مدن هجر
- ياقوت الحموي - المشقر حصن بالبحرين
- البغدادي - حصن لعبدالقيس في البحرين -
- ابن الأعرابي - المشقر مدينة عظيمة في وسطها قلعة -
- الهمداني - المشقر نحو هجر وإنه أرض البحرين -
- ابن الفقيه - إن المشقر هو قصبة هجر -

المعاجم اللغوية التي ذكرت المشقر المعجم المشهور (لسان العرب) وتهذيب اللغة والقاموس المحيط وتاج العروس
وذكره من المؤرخون الطبري واليعقوبي وابن الأثير
ومن الشعراء طرفة بن العبد، الأعشى، مالك بن نويرة اليربوعي، لبيد بن ربيعة، الأخطل، الفرزدق، جرير، ذو الرمة، الخليل بن أحمد الفراهيدي، الأصمعي، ابن قتيبة، ياقوت الحموي، ابن المقرب الأحسائي

## يوم المشقر
كان من أبرز الأيام الحربية ويعرف بيوم الصفقة حدثت فيه مذبحة لبني تميم وخلاصة ذلك أن مجموعات من رجال بني تميم اعترضوا قافلة لكسرى قادمة من اليمن محملة بالذهب والسيوف والجواهر والأواني وكان الاعتداء تعبيرا عن رفضهم لقرار هوذة الحنفي إلغاء الحماية التجارية من بني تميم، وصلت الأنباء إلى كسرى فاستشاط غضبًا وأوعز إلى عامله أن ينتقم من بني تميم فانتقم بحيلة دبرها فيروز فبعد عام أوهم التميميين بأن لهم ميرة أي تموين وبضائع وانطلت الحيلة عليهم حيث أغرتهم ميرة فارس التي كان المشقر يحتكرها فقدموا وكان أكثرهم بنو سعد بن تميم فكانوا يدخلون المشقر فرادى عُزَٓل ليخرجوا من الباب الآخر لكن لم يخرج أحد منهم حيث قتلوا في الداخل، لم يمض وقت طويل فقد اكتشف الخدعة فرسان بنو سعد من تميم فهب شاعرهم الفارس خيبري بن عبادة السعدي فضرب رتاج الباب ضربة قطع بها يد الحارس وحطم السلسلة الحديدية ودخل مع الفرسان ودارت معركة هزم فيها الفرس وأُسر هوذة الحنفي وربطت يده إلى عنقه ففدى نفسه وهرب إلى كسرى وتألم بنو تميم على قتلاهم في اليوم الذي فرحوا فيه بالنصر وقد تباهى فارسهم خيبري بشجاعته حيث أنشد:
ألا هل أتى قومي على النأي أنني حميت ذماري يوم باب المشقر
ضربت رتاج الباب بالسيف ضربة. تفرج منها كل باب مضمر
ويبدو أن العرب شاركت بنو تميم في هزيمة الفرس حيث كانوا لا يبرحون المشقر للتبضع يدل على ذلك أبيات فخر لشعراء لم يكونوا من بني تميم ذكروا فيها يوم المشقر

## سوق المشقر
سوق المُشقَّر: سوق أهل هجر يتبضع منه العرب من أنحاء السعودية، تقام فيه السوق من أول جمادى الآخرة، وكان لا يَقْدِم السوق قافلة إلا تخلف منها في هجر أناس وذلك لوفرة الماء وطيب الهواء ولذيذ الفاكهة، وكان البيع في السوق بالملامسة والإيماء والهمهمة. ووكان لكسرى سطوة على هذه السوق، شأنه في سوقي هجر وعمان وكان قاصدها لايستغني عن حمايته. ورؤساء هذه السوق الذين يعشرون الناس فيها من بني تميم، يسيرون سيرة الملوك وهم مثل ملوك دومة الجندل وهجر لا يسمحون ببيع تجارة أو عرضها حتى تنفق تجارتهم بتمامها.
وقد عرفت السوق نظام المعاملات التجارية، وقامت بنو عبد القيس على تنظيم السوق وإدارة مرافقها، وإجراء المعاملات فيها، ويتمُّ في السوق تبادُل السِّلَع الغذائية، والمنسوجات الهجرية والقطرية، والأسلحة الدفاعية والهجومية؛ من رماح خطية، ودروع حطمية، وسيوف هندية، وأدوات الزينة والطِّيب، واللؤلؤ والذهَب، كان سوق شبيه بسوق عكاظ ففرصة التجمع والتواصل أتاحت للشعراء مساحة أدبية واسعة

## القصر في وقتنا الحاضر
يتاح زيارة القصير حاليا إذ يحوي بين جنباته أكبر مساحة من المسطحات الخضراء في الأحساء ويضم سوقا شعبيا و طريقا مخصصًا لعربات الأطعمة و أماكن ألعاب للأطفال بالإضافة إلى ساحة للفعاليات بمساحة إجمالية تبلغ 274 ألف متر مربع , كما يحوي مساحة شاسعة مخصصة لهواة المشي و عشاق ركوب الدراجات .